# 9000

9000(구천)은 8999보다 크고 9001보다 작은 자연수다.

## 수학적 특징
- 합성수로, 그 약수는 총 48개다. (1, 2, 3, 4, 5, 6, 8, 9, 10, 12, 15, 18, 20, 24, 25, 30, 36, 40, 45, 50, 60, 72, 75, 90, 100, 120, 125, 150, 180, 200, 225, 250, 300, 360, 375, 450, 500, 600, 750, 900, 1000, 1125, 1500, 1800, 2250, 3000, 4500, 9000)
  - 9000의 진약수의 합은 21420이므로, 9000은 과잉수다.
- 57번째 아킬레스 수다. 앞의 아킬레스 수는 8788, 다음은 9248이다.

## 9000 이상 10000 미만의 주요 자연수

### 9001~9099
- 9001: 1118번째 소수.
- 9007: 1119번째 소수.
- 9009: 회문수.
  - 7부터 13까지 연속하는 네 홀수의 곱, 연속하는 두 자연수(16, 17)의 세제곱합.
- 9010: 34번째 십팔각수, 78번째 중심있는 삼각수.
- 9011: 1120번째 소수.
- 9013: 1121번째 소수.
- 9024: 연속하는 두 짝수(94, 96)의 곱.
- 9025 = 952
- 9029: 1122번째 소수, 179번째 소피 제르맹 소수(↔ 18,059).
- 9041: 1123번째 소수, 188번째 슈퍼 소수.
- 9043: 1124번째 소수.
- 9045: 134번째 삼각수.
- 9049: 1125번째 소수.
- 9059: 1126번째 소수, 180번째 소피 제르맹 소수(↔ 18,119).
- 9067: 1127번째 소수.
- 9072: 48번째 십각수, 연속하는 칠각수 81, 112의 곱.
- 9073: 43번째 십이각수.
- 9087: 78번째 오각수.
- 9091: 1128번째 소수.
- 9098: 반소수(2×4549).
  - 서로 다른 두 소수(47, 83)의 제곱합으로 나타낼 수 있는 81번째 반소수.

### 9100~9199
- 9103: 1129번째 소수, 189번째 슈퍼 소수.
- 9108: 22번째 칠각뿔수.
- 9109: 1130번째 소수.
- 9113: 68번째 중심있는 사각수.
- 9120: 연속하는 두 자연수 95, 96의 곱.
- 9125: 평년 25년의 날짜.
- 9126: 26번째 삼십각수, 26번째 오각뿔수.
- 9127: 1131번째 소수.
- 9133: 1132번째 소수.
- 9135: 21번째 홀수 과잉수(진약수의 합: 9585).
- 9137: 1133번째 소수.
- 9151: 1134번째 소수, 61번째 중심있는 오각수.
- 9157: 1135번째 소수.
- 9161: 1136번째 소수.
- 9173: 1137번째 소수.
- 9177: 38번째 십오각수.
  - 연속하는 세 홀수(19, 21, 23)의 곱.
- 9178: 38번째 케이크 수.
- 9180: 135번째 삼각수.
- 9181: 1138번째 소수.
- 9187: 1139번째 소수.
- 9199: 1140번째 소수.

### 9200~9299
- 9203: 1141번째 소수.
- 9209: 1142번째 소수.
- 9211: 61번째 칠각수.
- 9215: 연속하는 두 홀수 95, 97의 곱.
- 9216 = 962
- 9221: 1143번째 소수, 181번째 소피 제르맹 소수(↔ 18,443).
- 9224: 24번째 팔면체수.
- 9227: 1144번째 소수.
- 9239: 1145번째 소수.
- 9240: 연속하는 세 자연수 20, 21, 22의 곱, 연속하는 오각수 12, 22, 35의 곱.
- 9241: 1146번째 소수, 56번째 중심있는 육각수.
- 9244: 79번째 중심있는 삼각수.
- 9248: 58번째 아킬레스 수.
- 9257: 1147번째 소수.
- 9261 = 213
- 9272: 7번째 기묘수, 가장 큰 네 자리 기묘수.
  - 앞의 기묘수는 7912이고, 다음 기묘수는 10430이다. 10430은 5자리 이상의 기묘수 중 가장 작은 수이자, 다른 기묘수인 70의 배수로 표기되는 가장 작은 기묘수다.
- 9277: 1148번째 소수.
- 9281: 1149번째 소수.
- 9283: 1150번째 소수, 52번째 중심있는 칠각수.
- 9293: 1151번째 소수, 190번째 슈퍼 소수, 182번째 소피 제르맹 소수(↔ 18,587).
- 9296: 56번째 팔각수.

### 9300~9399
- 9311: 1152번째 소수.
- 9312: 연속하는 두 자연수(96, 97)의 곱.
- 9316: 136번째 삼각수.
- 9319: 1153번째 소수, 191번째 슈퍼 소수.
- 9322: 79번째 오각수.
- 9323: 1154번째 소수.
- 9334: 52번째 구각수.
- 9337: 1155번째 소수.
- 9341: 1156번째 소수.
- 9343: 1157번째 소수.
- 9349: 1158번째 소수.
  - 19번째 뤼카 수, 가장 큰 네 자리 뤼카 수.
  - 피타고라스 삼조의 빗변의 길이. ({\displaystyle 9349^{2}=3420^{2}+8701^{2}})
- 9361: 46번째 십일각수, 37번째 십육각수.
- 9371: 1159번째 소수, 183번째 소피 제르맹 소수(↔ 18,743).
- 9377: 1160번째 소수.
- 9385: 69번째 중심있는 사각수.
- 9391: 1161번째 소수.
- 9397: 1162번째 소수.

### 9400~9499
- 9403: 1163번째 소수, 192번째 슈퍼 소수.
- 9408: 연속하는 두 짝수(96, 98)의 곱.
- 9409 = 972
- 9413: 1164번째 소수.
- 9419: 1165번째 소수, 184번째 소피 제르맹 소수(↔ 18,839).
- 9421: 1166번째 소수.
- 9431: 1167번째 소수.
- 9433: 1168번째 소수.
- 9437: 1169번째 소수.
- 9439: 1170번째 소수.
- 9453: 137번째 삼각수.
- 9455: 30번째 사각뿔수.
- 9456: 62번째 중심있는 오각수.
- 9457: 49번째 십각수.
- 9458: 반소수(2×4729).
  - 서로 다른 두 소수(7, 97)의 제곱합으로 나타낼 수 있는 82번째 반소수.
- 9461: 1171번째 소수, 193번째 슈퍼 소수.
- 9463: 1172번째 소수.
- 9467: 1173번째 소수, 111번째 안전 소수(↔ 4733).
- 9473: 1174번째 소수.
  - 185번째 소피 제르맹 소수(↔ 18,947), 34번째 프로트 소수({\displaystyle 9473=37\times 2^{8}+1}).
- 9474: 각 자릿수의 4제곱의 합.[a]
- 9479: 1175번째 소수, 186번째 소피 제르맹 소수(↔ 18,959).
- 9481: 80번째 중심있는 삼각수.
- 9490: 평년 26년의 날짜.
- 9491: 1176번째 소수.
- 9497: 1177번째 소수.

### 9500~9599
- 9500: 24번째 육각뿔수.
- 9504: 44번째 십이각수.
- 9506: 연속하는 두 자연수 97, 98의 곱.
- 9511: 1178번째 소수.
- 9517: 62번째 칠각수.
- 9521: 1179번째 소수.
- 9530: 7번째 사촌 소수쌍(67, 71)의 제곱합.
- 9533: 1180번째 소수.
- 9537: 33번째 이십각수.
- 9539: 1181번째 소수.
  - 194번째 슈퍼 소수, 187번째 소피 제르맹 소수(↔ 19,079).
- 9547: 1182번째 소수.
- 9551: 1183번째 소수.
- 9555
  - 22번째 홀수 과잉수(진약수의 합: 9597), 35번째 십팔각수.
  - 연속하는 두 삼각수(91, 105)의 곱.
- 9560: 80번째 오각수.
- 9577: 57번째 중심있는 육각수.
- 9578: 반소수(2×4789).
  - 서로 다른 두 소수(13, 97)의 제곱합으로 나타낼 수 있는 83번째 반소수.
- 9587: 1184번째 소수, 112번째 안전 소수(↔ 4793).
- 9591: 138번째 삼각수.

### 9600~9699
- 9601: 1185번째 소수, 35번째 프로트 소수({\displaystyle 9601=75\times 2^{7}+1}).
- 9602: 반소수(2×4801).
  - 서로 다른 두 소수(41, 89)의 제곱합으로 나타낼 수 있는 84번째 반소수.
- 9603: 연속하는 두 홀수 97, 99의 곱.
- 9604 = 982
- 9613: 1186번째 소수.
- 9616: 16번째 이십면체수.
- 9619: 1187번째 소수, 195번째 슈퍼 소수.
- 9623: 1188번째 소수.
- 9629: 1189번째 소수, 188번째 소피 제르맹 소수(↔ 19,259).
- 9631: 1190번째 소수.
- 9633: 57번째 팔각수.
- 9643: 1191번째 소수.
- 9647: 53번째 중심있는 칠각수.
- 9649: 1192번째 소수.
- 9661: 1193번째 소수, 196번째 슈퍼 소수, 70번째 중심있는 사각수.
- 9672: 39번째 십오각수.
- 9677: 1194번째 소수.
- 9679: 1195번째 소수.
- 9689: 1196번째 소수, 189번째 소피 제르맹 소수(↔ 19,379).
- 9697: 1197번째 소수.
- 9699: 53번째 구각수.

### 9700~9799
- 9702: 연속하는 두 자연수(98, 99)의 곱.
- 9719: 1198번째 소수.
- 9721: 1199번째 소수, 81번째 중심있는 삼각수.
- 9722: 반소수(2×4861).
  - 서로 다른 두 소수(59, 79)의 제곱합으로 나타낼 수 있는 85번째 반소수.
- 9730: 139번째 삼각수.
- 9733: 1200번째 소수.
- 9739: 1201번째 소수, 197번째 슈퍼 소수.
- 9743: 1202번째 소수, 113번째 안전 소수(↔ 4871).
- 9747: 59번째 아킬레스 수.
- 9749: 1203번째 소수.
- 9765: 23번째 홀수 과잉수(진약수의 합: 10,203), 가장 큰 네 자리 홀수 과잉수.
- 9766: 63번째 중심있는 오각수.
- 9767: 1204번째 소수.
- 9769: 1205번째 소수.
- 9776: 47번째 십일각수.
- 9781: 1206번째 소수.
- 9787: 1207번째 소수.
- 9791: 1208번째 소수, 190번째 소피 제르맹 소수(↔ 19,583), 가장 큰 네 자리 소피 제르맹 소수.
- 9797: 연속하는 두 소수의 곱.
  - 피타고라스 삼조의 빗변의 길이. ({\displaystyle 9797^{2}=4995^{2}+8428^{2}=5828^{2}+7875^{2}})

### 9800~9899
- 9800: 60번째 아킬레스 수, 가장 큰 네 자리 아킬레스 수.
  - 연속하는 두 짝수(98, 100)의 곱.
- 9801 = 992
  - 가장 큰 네 자리 제곱수, {\displaystyle ab\times ba}의 꼴로 나타낼 수 있는 수열의 99번째 수. (OEIS의 수열 A061205)
  - 81번째 오각수.
- 9803: 1209번째 소수.
- 9811: 1210번째 소수.
- 9817: 1211번째 소수.
- 9818: 반소수(2×4909).
  - 서로 다른 두 소수의 제곱합으로 나타낼 수 있는 86번째 반소수.
  - 13번째 섹시 소수쌍(67, 73)의 제곱합.
- 9828: 63번째 칠각수.
- 9829: 1212번째 소수.
- 9833: 1213번째 소수, 198번째 슈퍼 소수.
- 9839: 1214번째 소수, 114번째 안전 소수(↔ 4919).
- 9850: 50번째 십각수.
- 9851: 1215번째 소수.
- 9854: 331 이하의 모든 소수의 합.
- 9855: 27번째 삼십각수, 평년 27년의 날짜.
- 9857: 1216번째 소수, 36번째 프로트 소수({\displaystyle 9857=77\times 2^{7}+1}), 가장 큰 네 자리 프로트 소수.
- 9859: 1217번째 소수, 199번째 슈퍼 소수.
- 9870: 140번째 삼각수.
- 9871: 1218번째 소수.
- 9880: 38번째 십육각수.
- 9883: 1219번째 소수.
- 9887: 1220번째 소수, 115번째 안전 소수(↔ 4943), 가장 큰 네 자리 안전 소수.

### 9900~9999
- 9900: 연속하는 두 자연수(99, 100)의 곱.
- 9901: 1221번째 소수.
- 9907: 1222번째 소수.
- 9919: 58번째 중심있는 육각수.
- 9920: 39번째 케이크 수, 가장 큰 네 자리 케이크 수.
- 9923: 1223번째 소수, 200번째 슈퍼 소수.
- 9929: 1224번째 소수.
- 9931: 1225번째 소수.
- 9936: 연속하는 구각수, 1, 9, 24, 46의 곱.
- 9938: 반소수(2×4969).
  - 서로 다른 두 소수(23, 97)의 제곱합으로 나타낼 수 있는 87번째 반소수.
- 9941: 1226번째 소수, 71번째 중심있는 사각수.
- 9945: 45번째 십이각수.
- 9949: 1227번째 소수.
- 9964: 82번째 중심있는 삼각수.
- 9967: 1228번째 소수.
- 9973: 1229번째 소수, 201번째 슈퍼 소수.
  - 가장 큰 네 자리 소수, 가장 큰 네 자리 슈퍼 소수.
- 9976: 58번째 팔각수.
- 9978: 제곱 인수가 없는 가장 큰 네 자리 과잉수.
- 9996: 가장 큰 네 자리 과잉수.
- 9998: 가장 큰 네 자리 반소수.
- 9999: 17번째 카프리카 수.
  - {\displaystyle 9999^{2}=99980001}이며, {\displaystyle 9998+1=9999}이므로 9999는 카프리카 수다.
  - 가장 큰 네 자리 자연수, 가장 큰 네 자리 회문수, 연속하는 두 홀수(99, 101)의 곱.